# Vimuttimagga
Le Vimuttimagga (en pali : en chinois: 解脫道論 [Jiětuō dào lùn], traduit en pali par « Vimuktimārga-śāstra » et sanskrit  par « Vimuktimārga-nirdeśa » soit  « Traité sur le Chemin de la Libération ») est un traité bouddhique de l'Abhidhamma indien composé par le moine Upatissa sans doute au IVe siècle. L'ouvrage traite du triple entraînement de la moralité (sila), de la méditation (samâdhi) et de la sagesse (prajna), et il présente des similitudes nettes avec le Visuddhimagga de Buddhaghosa,.

## Composition
Attribué à l'arahant Upatissa qui l'a composé un peu avant le Ve siècle, peut-être en Inde du Nord, l'ouvrage en langue originale n'existe plus, et nous le connaissons par sa traduction complète en chinois, au début du VIe siècle. nous est parvenue. Nous possédons également un passage, sur les pratiques ascétiques, d'une traduction en tibétain,. 

## Généralités
Le Vimuttimagga a clairement inspiré le Visuddhimagga, le grand commentaire de Buddhaghosa, légèrement postérieur et traitant du même thème. Dans les deux cas, on a affaire à un commentaire du triple entraînement de la moralité, de la méditation et de la sagesse. Toutefois, le traité de Upatissa est bien moins long: d'une part, on n'y trouve pas les histoires que Buddhaghosa introduit pour servir d'exemples et d'illustrations, d'autre part, la partie sur la sagesse est beaucoup plus courte. Par ailleurs, tandis que l'ouvrage de Buddhaghosa présente la doctrine traditionnelle du Mahâvihâra, le principal monastère theravada du Sri Lanka, tandis que celui de Upatissa reprendrait plutôt les analyses et les vues de la congrégation liée au monastère de l'Abhayaghiri, le grand rival du Mahâvihâra, dont les positions étaient sans .

## Contenu
Le livre s'ouvre sur ces vers « Vertu, concentration / sagesse et la liberté sans pareille / C'est à ces vérités que s'est éveillé / l'illustre Gotama », dans lesquels on trouve les concepts centraux qui seront développés dans l'ouvrage, à savoir la moralité, ou vertu, (sila), la méditation, ou concentration, (samâdhi) et la sagesse (prajna).